# دوبروفكا
دوبروفكا (الروسية: Дубро́вка) هي منطقة حضرية (مستوطنة حضرية) في منطقة فسيفولوزسكي في مقاطعة لينينغراد في روسيا.
وتقع على الضفة اليمنى لنهر نيفا شمال شرق سانت بطرسبرغ. وتم تسميتا إداريا باسم مستوطنة دوبروفسكوي الحضرية، وهي إحدى المستوطنات الحضرية الثماني في المنطقة. وتعداد سكانها: 6,693 ( تعداد 2010 ).

## تاريخ
تم تدمير دوبروفكا من قبل الجيش الألماني في الحرب العالمية الثانية . في عام 2009 تم بناء كنيسة في دوبروفكا.